# 肖振邦
肖振邦（1937年1月—2013年7月26日），辽宁沈阳人，中华人民共和国政治人物，中华全国总工会书记处原书记，第九、十届全国政协委员。